# Wayne Arthurs
Wayne Sean Arthurs (Adelaide, 18 de março de 1971) é um ex-tenista profissional australiano.

## ATP Tour

### Simples finais(1 título, 1 vice)
| Legenda                  |
| Grand Slam (0–0)         |
| Tennis Masters Cup (0–0) |
| ATP Masters Series (0–0) |
| ATP Tour (1–1)           |

| Resultado | N. | Data              | Torneio                 | Piso  | Oponente       | Placar             |
| --------- | -- | ----------------- | ----------------------- | ----- | -------------- | ------------------ |
| Vice      | 1. | 23 Junho 2002     | Nottingham, Reino Unido | Grama | Jonas Björkman | 2–6, 7–6(7–5), 2–6 |
| Campeão   | 1. | 28 Fevereiro 2005 | Scottsdale, EUA         | Duro  | Mario Ančić    | 7–5, 6–3           |

## Grand Slam performance em Simples
| Torneio          | 1998  | 1999  | 2000  | 2001  | 2002  | 2003  | 2004  | 2005  | 2006  | 2007  | V-D    |
| ---------------- | ----- | ----- | ----- | ----- | ----- | ----- | ----- | ----- | ----- | ----- | ------ |
| Australian Open  | A     | 1R    | 1R    | 3R    | 1R    | 2R    | 2R    | 1R    | 1R    | 3R    | 0 / 9  |
| Aberto da França | A     | A     | 1R    | 4R    | 2R    | 1R    | 1R    | 1R    | 1R    | A     | 0 / 7  |
| Wimbledon        | A     | 4R    | 1R    | 1R    | 4R    | 2R    | 1R    | 2R    | 1R    | 3R    | 0 / 9  |
| US Open          | 2R    | 2R    | 4R    | 1R    | 1R    | 1R    | 1R    | 1R    | A     | A     | 0 / 8  |
| Grand Slam V-D   | 0 / 1 | 0 / 3 | 0 / 4 | 0 / 4 | 0 / 4 | 0 / 4 | 0 / 4 | 0 / 4 | 0 / 3 | 0 / 2 | 0 / 33 |